# يعقوب الحوسني
يعقوب الحوسني مواليد 1 يونيو 1987، لاعب كرة قدم إماراتي يجيد اللعب في الوسط.

## مسيرة اللاعب
تأسس في نادي الظفرة ومن ثم انتقل لفريق الوحدة وتوج معهم ببطولة الدوري الإماراتي في سنة 2010 ثم انتقل إلى نادي العين وحقق معهم بطولة الدوري الإماراتي وكأس رئيس الدولة ثم انتقل لنادي الجزيرة وحقق معهم بطولة الدوري الإماراتي وكأس رئيس الدولة ولعب في كأس العالم للأندية للمره الثانية بعد ان لعبها مع فريق الوحدة الإماراتي للمره الأولى سنه 2011 ومن ثم انتقل سنة 2019 إلى نادي اتحاد كلباء و بعدها انتقل إلى النادي العربي و بعدها انتقل إلى نادي دبا الحصن و عاد بعدها إلى نادي الظفرة.

## روابط خارجية
- يعقوب الحوسني على موقع الاتحاد الدولي (مؤرشف)  (الإنجليزية)
- يعقوب الحوسني على موقع قاعدة بيانات كرة القدم.إي يو (الإنجليزية)
- يعقوب الحوسني على موقع Soccerway.com (الإنجليزية)